# El matrimonio del cielo y el infierno
El matrimonio del cielo y el infierno (The Marriage of Heaven and Hell en inglés) es un libro del poeta e ilustrador inglés William Blake. Forma parte de una serie de libros que escribió a modo de imitación de la profecía bíblica, pero con una interpretación propia, basada en sus creencias revolucionarias y religiosas. Como otras de sus obras, fue publicado e impreso en láminas realizadas con aguafuerte. El texto combina prosa, verso —en «El argumento» y en «Canción de libertad»—, aforismos —en los «Proverbios del Infierno»— e ilustraciones.
Fue escrito entre los años 1790 y 1793, en un periodo de gran intensidad política y social debido a la Revolución francesa. El título es  una referencia irónica al libro Del cielo y del infierno, del filósofo sueco Emanuel Swedenborg, publicado en latín 33 años antes. Dicha obra es directamente citada y criticada en numerosos pasajes del Matrimonio. A pesar de que parte de su cosmogonía se vio influida por Swedenborg, le desagradaba su estructura moral simplista y la visión maniquea del bien y el mal, lo que le llevó a expresar su visión, deliberadamente despolarizada, en la que el deseo físico y el mundo material son uno con el mundo divino; esto es, un matrimonio del cielo y del infierno. 

## Proverbios del Infierno
Es probablemente la parte del libro que mayor influencia ha ejercido en la posteridad, debido a su original visión del infierno no como un lugar de castigo, sino como una fuente de no represión, una especia de energía dionisíaca, que se rebela contra la autoridad del Cielo, que es su contrario, un lugar de control. La intención de Blake era la de revelar la naturaleza represiva de la moralidad convencional y la religión institucionalizada.
Los proverbios propiamente dichos hablan de una sabiduría por completo diferente a la aparecida en el Libro de los Proverbios bíblico; son paradójicos y provocativos, y tienen como fin animar al pensamiento original y creativo. Muchos de ellos se han vuelto famosos;
"The road of excess leads to the palace of wisdom".
"The tigers of wrath are wiser than the horses of instruction".
"The busy bee has no time for sorrow".
"Prisons are built with stones of Law, Brothels with bricks of Religion".
"You never know what is enough unless you know what is more than enough".
("El camino del exceso guía al palacio de la sabiduría".
"Los tigres de la ira son más sabios que los caballos de la instrucción".
"La abeja ocupada no tiene tiempo para la tristeza".
"Las Prisiones son construidas con las piedras de la Ley, los Burdeles con los ladrillos de la Religión".
"Nunca sabrás qué es suficiente sin saber qué es más que suficiente".)

## Interpretación

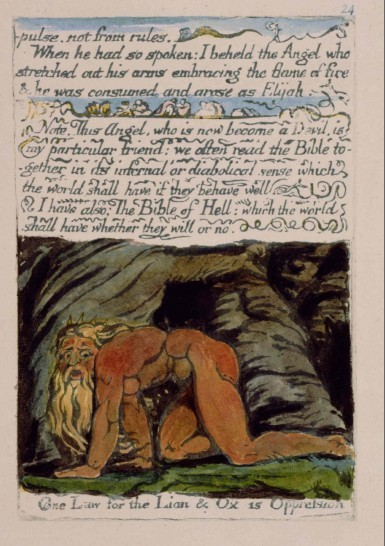
Lámina del Matrimonio mostrando a Nabucodonosor II.

La teoría de Blake de los opuestos es una creencia de que el avance en la vida es imposible sin ellos. Investiga en la naturaleza contradictoria de la razón y de la energía, afirmando que existen dos tipos de personas; los "creadores energéticos" y los "organizadores racionales", o, utilizando su particular modo de referencia en el Matrimonio, "demonios" y "ángeles". Según él, ambos son necesarios para la vida.
El texto ha recibido múltiples interpretaciones; una de ellas ha sido la de relacionarlo con la cultura revolucionaria de su tiempo. Las referencias a la casa de imprenta sugieren impresores radicales escribiendo y extendiendo panfletos revolucionarios. Además, los impresores de tinta eran burlonamente llamados "impresores del diablo", y las publicaciones revolucionarias eran referidas desde los púlpitos como trabajos del demonio.

## Influencia
El matrimonio del cielo y el infierno es el trabajo de William Blake cuya influencia ha sido mayor; su visión de una relación dinámica entre un Cielo estable y un Infierno lleno de energía ha fascinado a teólogos, estetas y psicólogos. Aldous Huxley tomó el nombre de uno de sus libros más famosos, The Doors of Perception, del libro. Ese libro, a su vez, fue la inspiración del nombre del grupo de rock The Doors. Asimismo, C.S. Lewis titula una de sus obras como "El gran divorcio", sugiriendo en el prefacio que el intento de celebrar el matrimonio entre cielo e infierno, tal y como sugiere Blake, es permanente.
Una alusión al libro, concretamente al esqueleto de Aristóteles, aparece en el poema Less and Less Human, O Savage Spirit de Wallace Stevens.
Asimismo El matrimonio del cielo y el infierno sugiere la idea en la cual se desarrolla la acción del tercer acto de Man and Superman de Bernard Shaw

## Ediciones en español
- Blake, William, Trad. Santano Moreno, Bernardo (2013). Libros proféticos de William Blake. Colección Imaginatio Vera. Vilaür: Ediciones Atalanta. ISBN 978-84-940941-5-6 (volumen I).
- Blake, William, Trad. Villaurrutia, Xavier, (2007). Matrimonio del cielo y del infierno. Sevilla: Renacimiento. ISBN 978-84-8472-336-3.
- – (2003). Matrimonio del cielo y el infierno. Los cantos de experiencia. Madrid: Visor Libros. ISBN 978-84-7522-087-1.
- Blake, William, (2002). El matrimonio del cielo y el infierno. Madrid: Ediciones Cátedra. ISBN 84-376-2000-7.
- Blake, William,, Trad. Palomares Arribas, José Luis, (2000/2005). El matrimonio del cielo y del infierno. (3ª edición). Madrid: Ediciones Hiperión. ISBN 978-84-7517-646-8.